# Stormwitch
Stormwitch est un groupe de heavy metal allemand, originaire de Heidenheim, Bade-Wurtemberg. Formé en 1979, le groupe est surnommé « The Masters of Black Romantic ». Le groupe se sépare en 1994, avant de se reformer en 2002. Sur la période 2004-2015, le groupe n'a plus enregistré d'album studio jusqu’à Season of the Witch (2015), continuant à se produire en concerts. Un nouvel album sort en 2018, intitulé Bound of the Witch.

## Biographie

### Débuts (1979–1984)
Le groupe est formé en 1979 sous le nom Lemon Sylvan avant d'être rebaptisé Stormwitch en 1981. Les cinq membres fondateurs du groupe sont le chanteur Andy Aldrian, les guitaristes Lee Tarot et Steve Merchant, le bassiste Ronny Pearson et le batteur Pete Lancer, tous ces noms étant des pseudonymes.  Le premier album du groupe, Walpurgis Night, est publié en 1984, et utilise une forte imagerie gothique et horrifique.

### Sorties et séparation (1985–1994)
En 1985 sort le deuxième album du groupe, Tales of Terror. Un an plus tard, en 1986, le groupe publie son troisième album, Stronger than Heaven. À partir du quatrième album, The Beauty and the Beast (1987), publié au label GAMA Records, le groupe passe du power metal à un style hard rock plus traditionnel. À partir de la fin des années 1980, la composition du groupe évolue beaucoup. L'album comprend une reprise de la ballade Tears by the Firelight du groupe italien Skull White. L'album suit deux ans plus tard, en 1989, d'un cinquième album, intitulé Eye of the Storm. La même année, ils jouent un concert à Budapest, qui sera tourné pour la sortie de l'album live Magyarországon (Live in Budapest). Le bassiste Ronny Gleissberg quitte le groupe, et est remplacé par Andreas Jäger.
En 1992 sort l'album War of the Wizards. La formation se sépare en 1994 après avoir enregistré sept albums studio.

### Retour (depuis 2002)

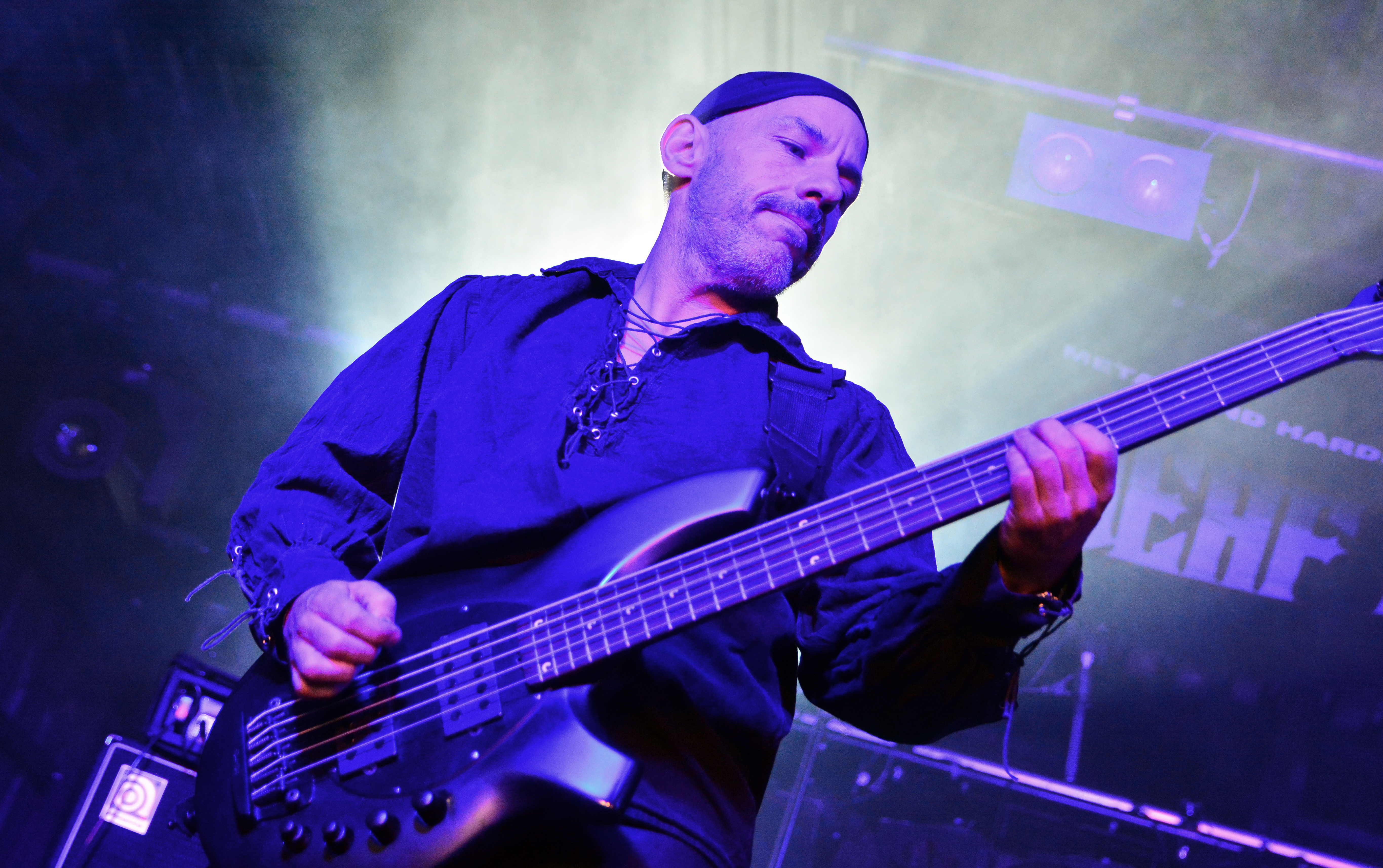
Stormwitch au Headbangers Open Air, en mars 2015.

Le groupe se reforme en 2002, avec Andy Aldrian comme seul membre original, et sort deux nouveaux albums en 2002 et 2004. En 2004, le deuxième album du groupe, Tales of Terror, est réédité et publié par le label Battle Cry Records. Il en est de même pour leur troisième album, Stronger than Heaven en décembre 2004, leur quatrième album The Beauty and the Beast en 2005, et leur cinquième album Eye of The Storm en 2005.
En 2005, Andy Mück, chanteur et fondateur du groupe semble être le seul membre restant depuis sa séparations avec les guitaristes Fabian Schwarz et Martin Winkler, le bassiste Dominik Schwarz, le claviériste Alexander Schmidt et le batteur Marc Oppold. Il annonce en janvier 2005 la sortie d'un nouvel album, et dixième du groupe, intitulé Tears of Rage, prévu pour gin 2005 ou début 2006 au label Nuclear Blast Records. L'album ne sortira cependant jamais. Une compilation sort en 2008, intitulée Call of the Wicked.
Le guitariste Lee Tarot est décédé en avril 2013. En 2014, le groupe signe avec le label Massacre Records. Un an plus tard sort l'album Season of the Witch en 2015. Le 29 juin 2018, le groupe revient avec un nouvel album intitulé Bound to the Witch.

## Membres

### Membres actuels
- Andy Mück - chant (1979–1994, depuis 2002)
- Jürgen Wannenwetsch - basse (1981–1983, depuis 2005)
- Peter « Lancer » Langer - batterie, percussions (1983–1994, depuis 2013)
- Stoney - guitare (depuis 2010)

### Anciens membres
- Steve Merchant (Stefan Kauffman) - guitare (1979–1989)
- Lee Tarot - guitare (1979–1989, décédé en 2013)
- Wolf Schludi - guitare (1989)
- Damir Uzunovic - guitare (1991–1994)
- Joe Gassmann - guitare (1991–1992)
- Robert « Robby » Balci - guitare (1992-1994, concerts seulement)
- Martin Winkler - guitare (2002–2004)
- Fabian Schwarz - guitare (2002–2004)
- Oliver Weislogel - guitare (2004-2005)
- Marc Scheunert - guitare (2010-2013)
- Jürgen Wannenwetsch - basse (1981-1983, 2005)
- Ronny « Pearson » Gleisberg - basse (1983–1989)
- Andy « Hunter » Jäger - basse (1989–1990)
- Martin Albrecht - basse (1990–1994)
- Dominik Schwarz - basse (2002–2004)
- Marc Oppold - batterie (2002–2004)
- Michael Blechinger - batterie (2004–2005)
- Harry Reischmann - batterie (2010–2011)
- Stefan Köllner - batterie (2011–2013)
- Alex Schmidt - claviers (2002–2004)
- Andrew Roussak - claviers (2004–2005)

## Discographie

### Albums studio
- 1984 : Walpurgis Night
- 1985 : Tales of Terror
- 1986 : Stronger than Heaven
- 1987 : The Beauty and the Beast
- 1989 : Eye of the Storm
- 1992 : War of the Wizards
- 1994 : Shogun
- 2002 : Dance with the Witches
- 2004 : Witchcraft
- 2015 : Season of the Witch
- 2018 : Bound to the Witch

### Album live
- 1989 : Live in Budapest

### Compilations
- 2008 : Call of the Wicked